# Microceratina pseudoamfibola
Microceratina pseudoamfibola is een mosselkreeftjessoort uit de familie van de Cytheruridae. De wetenschappelijke naam van de soort is voor het eerst geldig gepubliceerd in 1971 door Barbeito-Gonzalez.